# Болотов Олексій Іванович
Олексій Іванович Бо́лотов (8 березня 1938 в селі Бутово Курської області — †?) — поет, науковець. Автор виданих у Києві російськомовних збірок віршів рос. «Гроздья лунных раздумий», рос. «...И земных размышлений венец», рос. «Тревожные сны», рос. «Диплом». Інженер-економіст, кандидат економічних наук, професор, член-кореспондент Академії будівництва України. Майстер спорту з легкої атлетики.
Народився в селянській сім'ї.
Працював у будівельних організаціях, Мінвузі УРСР, партійних, контрольних і радянських органах Києва.
Ліричні вірші і вірші на військово-патріотичну тематику публікувалися в журналі «Советский воин» в 1957—1960. Пізніше друкувався в журналах «Работница», «Крестьянка».
За вірші перебудовного періоду рос. «Сопричастность», послані до газети «Правда» був виключений з КПРС.

## Твори
- А. Болотов. Гроздья лунных раздумий. — К. : Логос, 1998. — 104 с. — Тираж 2000. — ISBN 966-581-060-X.
- А. Болотов. ...И земных размышлений венец. — К. : Логос, 1999. — 146 с. — Тираж 3000. — ISBN 966-581-109-6.
- А. Болотов. Тревожные сны. — К. : Логос, 2000. — 118 с. — Тираж 3000. — ISBN 966-501-193-2.
- А. Болотов. Диплом. Поетический сборник стихов. Киев, «Логос», 2003, 99 стр. Тираж 3000. ISBN 966-581-419-2 (рос.)

## Відзнаки
- Почесний професор Харківської національної академії міського господарства.
- Лауреат Золотої медалі першого президента України Л. М. Кравчука «Міжнародна фундація українського літопису».